# یاووزلار (گوله)
یاووزلار (به ترکی استانبولی: Yavuzlar) یک منطقهٔ مسکونی در ترکیه است که در گوله (شهر) واقع شده‌است.